# Litráceas
As litráceas (Lythraceae) são uma família que compreende indivíduos Espermatófitos (plantas possuidoras de sementes) pertencentes ao grupo das angiospermas. Ela está inserida na ordem Myrtales, correspondendo atualmente a cerca de 27 gêneros conhecidos e aproximadamente 620 espécies [2]. Entretanto, outras obras já consideraram para essa família 31 gêneros e 600 espécies [3]. No Brasil, tem uma ocorrência de 10 gêneros e 150 espécies, sendo 72 espécies consideradas endêmicas, ou seja, ocorrem somente na região brasileira. Suas espécies, geralmente, são plantas lenhosas, como árvores de pequeno ou grande porte (15-30m), também podendo ser sub-arbustos e ervas anuais [4]. Podem ser encontradas em diversos ambientes como pântanos, florestas tropicais e savanas [3].

## Descrição

### Características morfológicas
Como dito na introdução, essa é uma família formada por ervas, arbustos e árvores, dessa forma apresentam grande diversidade morfológica [4]. A maioria das espécies herbáceas são encontradas próximas a riachos ou ambientes alagados [4]. Suas folhas apresentam morfologia simples, de margem inteira, poucas vezes têm a presença de estípulas, suas inserções podem ser opostas, alternas ou verticiladas, além disso apresentam nódulos uni lacunares [4]. Ao se referir às flores, pode-se dizer que são vistosas, de inflorescência racemosa e poucas vezes suas flores se mostram isoladamente. São bissexuadas, actinomorfas ou zigomorfas, na maioria das vezes diclamídeas, mas em alguns casos monoclamídeas [4]. Seu cálice normalmente apresenta de 4 a 8 sépalas, porém, existem cálices com menos de 4 sépalas e alguns com mais de 10 [5]. Adicionalmente, sua corola é do tipo dialipétala com 4 a 7 pétalas, seus estames têm números dobrados aos das pétalas, anteras rimosas e na maioria dos casos apresentam nectários [4]. Seu ovário é súpero, mas com algumas exceções, plurilocular, bi ou pluriovulado. Seu fruto pode ser a baga ou a cápsula [4].

### Anatomia vegetal
Suas folhas são dorsiventrais, apresentando uma camada epiderme adaxial e outra abaxial, ambas de mesmo tamanho [4].  Apresentam com frequência células de mucilagem. Estômatos podem estar em apenas um lado da folha ou em ambas as superfícies e normalmente apresentam um ou dois parênquimas paliçádicos [4]. Em algumas espécies, como as pertencentes ao gênero Trapa , os estômatos estão na superfície abaxial e possuem um aerênquima bem desenvolvido, o que a auxilia e confere a habilidade de flutuabilidade na superfície da água [4].
A família possui seu xilema secundário com “poços” cobertos (vestured pits) e floema interno presente nos tecidos secundários, características incomuns para Angiospermas [4]. Podem apresentar um anel de crescimento ausente em seu tronco, ou com aspecto distinto, por exemplo: aspecto difuso-poroso, semi-anel ou anel poroso [4]. 
As inflorescências foram consideradas características determinantes para a classificação dos gêneros de Lythraceae [4]. Os gêneros: Duabanga, Galpinia, Lagerstroemia, Lawsonia, Punica, Sonneratia, e Trapa possuem uma inflorescência determinada, antotélica, com seu apex terminando em uma flor [4]. Por outro lado, algumas espécies possuem inflorescências indeterminadas do tipo blastotélicas, sendo a antotélica considerada a forma ancestral da característica [4]. 
Os gêneros: Pleurophora e Cuphea, os quais são zigomorfas, ou seja possuem redução do lóbulo ventral de seu ovário bilocular [4]. Para mais informações consultar [4].  

### Embriologia
As plantas pertencentes a essa família apresentam um anterídio com um endotécio fibroso, arqueosporângio multicelular e envoltório nuclear composto de duas a seis células [5]. Além disso, apresentam um óvulo antropomorfo, ou seja invertido em 180º; integumento externo composto de duas ou mais camadas; integumento interno composto de duas camadas de células, os dois responsáveis pela formação do micrópilo; e o  megásporo é formado linearmente com a formação de um saco embrionário composto de 8 células nucleadas poligonais [5]. 

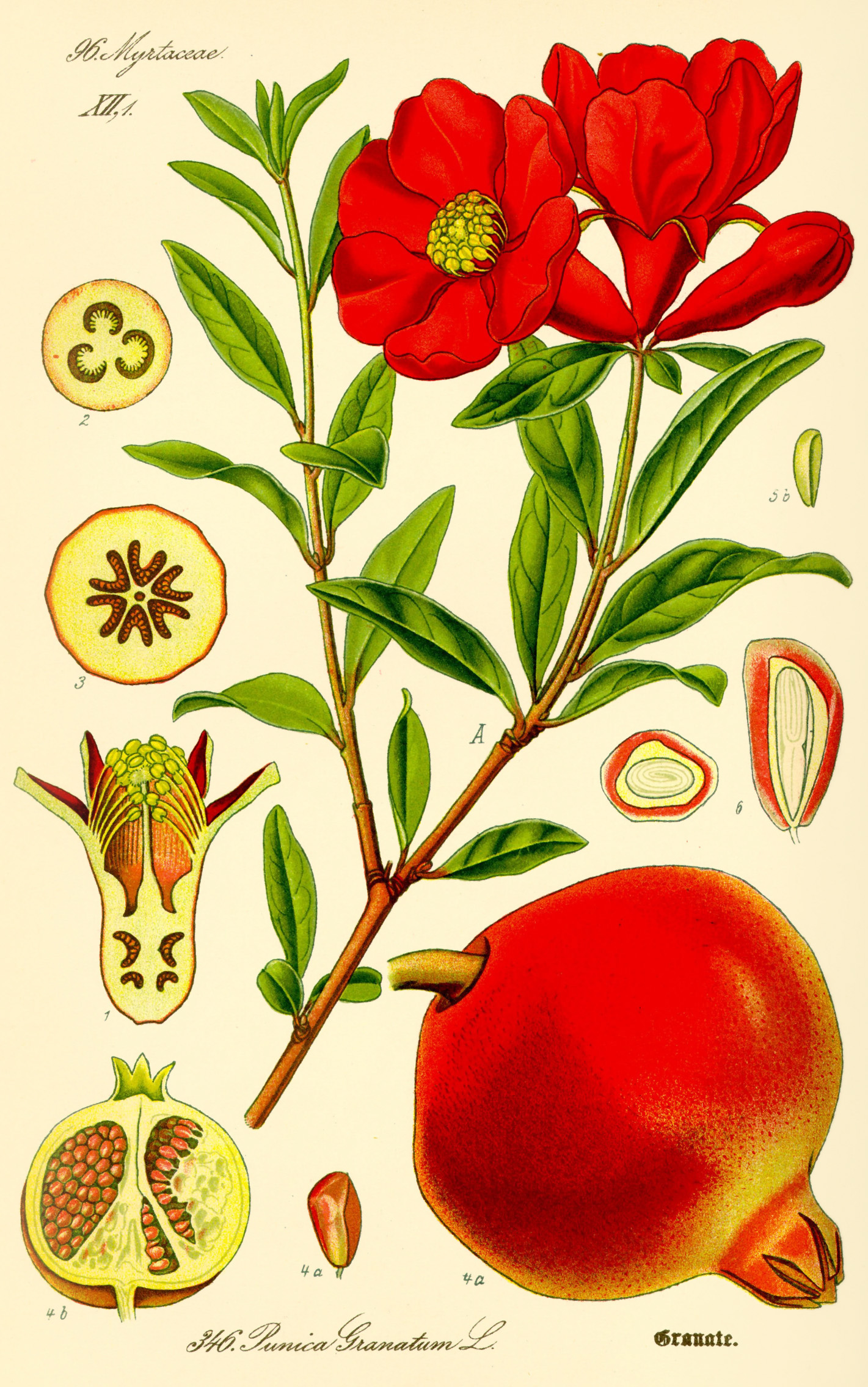
Punica granatum

### Reprodução, flores e sementes
A reprodução conta com flores homomórficas compatíveis entre si, as quais utilizam mecanismos de polinização para a dispersão de pólen, como por exemplo a anemofilia, dispersão pelo vento ou por animais (ornitofilia) [4]. As flores pertencentes à maioria dos gêneros são inodoras, entomológicas, ou seja atrativas de insetos, como abelhas e borboletas [4].  A espécie Cuphea melvilla Lindlay é polinizada por beija-flor e suas flores possuem néctar, atraindo os animais. Além disso, alguns gêneros como: Ammannia, Cuphea, Didiplis, Lythrum, Nesaea, Peplis e Rotal são autogâmicos, ou seja capazes de realizar sua auto-polinização e reprodução, sem a presença de um intermediário [4]. 
A forma de fruta mais comum é a forma de baga ou cápsula, com paredes secas moderadas ou finas com deiscência locucidial [4]. Em geral, suas sementes são numerosas e pequenas, com comprimento de até 3mm, entretanto, já foram observadas espécies, como em Lafoensia, as quais possuem semente de até 35mm [4]. Elas possuem também revestimento mucilaginoso ou carnoso, e estruturas acessórias que auxiliam o voo ou plantação [4]. Adicionalmente, a presença de um exotegumento fibroso é uma característica compartilhada por todas as Lythraceae, sendo uma das sinapomorfia desse grupo [4]. Em algumas sementes, como encontradas nos gêneros Decodon, Lawsonia, e Pemphis, a mesotesta da semente se desenvolve em um aerênquima interno esponjoso [4]. Em Ammannia, Nesaea, e Rotala, por sua vez,  irá ocorrer o desenvolvimento de um   aerênquima externo unilateral exotestal [4]. Essas duas modificações junto a uma semente achatada bilateralmente (presente em algumas espécies) auxiliam a flutuabilidade da semente em contato com riachos e lagos, ajudando também em sua dispersão [4]. 

## Distribuição geográfica
As Lythraceae são originárias de todos os trópicos, com predominância em regiões tropicais e subtropicais, habitando desde ambientes aquáticos até extremamente áridos [4]. Espécies endêmicas já foram registradas: 14 gêneros exclusivos do “Velho Mundo” (Europa, Ásia etc) e 14 gêneros exclusivos do “Novo Mundo” (América Central, América do Norte , América do sul etc) [4]. 
No Brasil, espécies pertencentes a Lythraceae, podem ser encontradas em todas as regiões, desde a região Norte a Sul. No Norte, elas estão presentes nos estados do Acre, Amazonas, Pará, Rondônia, Roraima, Tocantins. Já no Nordeste, essas plantas estão distribuídas  em Alagoas,  Bahia, Ceará, Maranhão, Paraíba, Pernambuco, Piauí, Rio Grande do Norte e Sergipe. Na região Centro-oeste, estão presentes no Distrito Federal, Goiás, Mato Grosso do Sul, Mato Grosso. Na região Sudeste, estão São Paulo, Rio de Janeiro e Espírito Santo. Por fim, na região Sul, podem ser encontradas no Paraná, Rio Grande do Sul e em Santa Catarina [9].

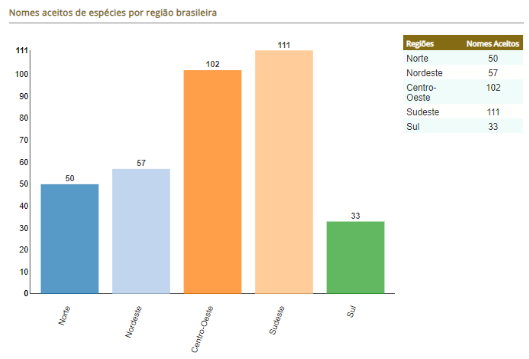
Figura 1: Nomes (quantidade de espécies) reconhecidas por região brasileira da família Lythraceae.

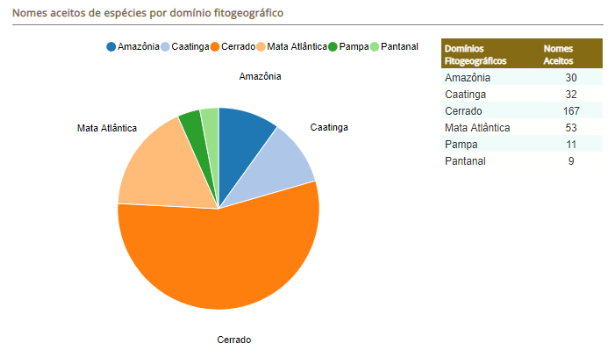
Figura 2: Presença da família Lythraceae em domínios fitogeográficos, sendo eles: Amazônia, Caatinga, Cerrado, Mata Atlântica, Pampa, Pantanal.

## História evolutiva e relações evolutivas

### Registros fósseis
Dentre os registros fósseis mais antigos, (66–63.7 Ma, Cretáceo ou começo do Paleoceno) estão as impressões parciais de folhas (Lagerstroemia) e de madeira (Sonneratia) com frutos associados (Enigmocarpon) e flores, consideradas semelhantes às atuais Lythraceae (Sahniantus), todas encontradas em Deccan, no leste da Índia [4]. Adicionalmente, foi encontrado na França, um tipo distinto de grão de pólen (Sonneratia/Florschuetzia) conservado em resina, que possui grande semelhanças com os grão de Lythraceae, e que acredita-se ser do Paleozóico [4]. Além disso, outros dois registros foram encontrados, fósseis de frutos recuperados em Londres, que datam da época eocênica e possuem semelhanças com os frutos de Lythraceae e, por fim, fósseis de sementes de Decodon, encontrados na Rússia e Inglaterra, os quais datam ambos do período eocênico [4]. 
Fósseis de pólens pertencentes ao Mioceno, encontrados no Vietnã, foram considerados um ancestral transicional entre os gêneros Florschuetzia e Trapa, reforçando a relação de Trapa e Sonneratia recuperada em filogenias moleculares recentes [4]. Essas descobertas associadas a outros relatos fósseis e dados moleculares, hipotetizaram Decodon como um grupo basal de Lythraceae, seguido por Lythrum e Peplis [4]. Ainda mais, inferem a possibilidade de ancestrais da atual família de Lythraceae terem surgido na antiga região da Laurásia, em vez da Gondwânica [4].    

### Características importantes para evolução do grupo
Sementes comprimidas bilateralmente parecem ter surgido cedo na história evolutiva da família, o que sugere uma adaptação precoce a ambientes alagados [4]. Além disso dentre essas plantas com sementes bilaterais, foi observada a ocorrência de fibras internas dentro, células da epiderme, as quais se desenvolvem como uma extensão de membrana plasmática [4]. Essa característica, possivelmente única a todas as Angiospermas, auxilia na germinação da semente, possivelmente amolecendo a sua casca através do aumento da absorção de água e consequentemente aumento da osmose [4]. Dessa forma, tal característica é utilizada como uma sinapomorfia do grupo, juntamente a uma semente com exotegumento fibroso e outras características [4].  Em 11 gêneros: Ammannia; Crenea; Didiplis; Diplusodon; Ginoria; Heimia; Hionanthera; Lythrum; Nesaea; Peplis e Rotalaessa,  as fibras são retilíneas, enquanto que fibras espirais são observadas em cinco gêneros: Cuphea, Lafoensia, Pehria, Pleurophora, Woodfordia. Interessantemente, filogenias e análises moleculares  indicam o surgimento precoce das fibras retilíneas durante a história evolutiva do grupo e o surgimento tardio das fibras em espirais a partir de um ancestral desprovido dessa estrutura [4]. 

### Relações evolutivas
Vários estudos, tanto moleculares [6,7]  quantos morfológicos [3,8], demonstraram que a família Onagraceae, possui estreita relação com Lythraceae sendo atualmente consideradas como grupos irmãos [4]. Além disso, Combretaceae é grupo irmão  de todos os outros Myrtales, e Lythraceae junto a Onagraceae compõe o segundo maior clado de Myrtales, que possivelmente se divergiu a pelo menos 109 Ma. [4]. A separação dessas duas famílias ocorreu por volta de  93Ma [6]. 
Dentro de Lythraceae, geralmente o gênero Trapa é comumente considerado o mais basal e por consequência mais relacionado a Onagraceae, e é grupo irmão de Sonneratia, o qual se encontra em um clado com Duabanga; Lagerstroemia; Sonneratia; Trapa [4]. Entretanto, análises moleculares [7] colocaram o gênero Decodon na base da árvore e indicam uma grande divisão da família em duas linhagens.

### Gêneros
Atualmente[2], existem 29 gêneros pertencentes à família Lythraceae, com cerca de 620 espécies. Entretanto, estudos prévios como [3,5] apontaram 31 gêneros existentes com aproximadamente 600 espécies, os quais foram, pela nova filogenia, incluídos em outros gêneros. 
Os gêneros conhecidos para esta família são: 
Adenaria                            Ginoria                          Lythrum                 Tetrataxis
Ammannia                          Haitia                           Nesaea                    Woodfordia
Capuronia                           Heimia                          Pehria
Crenea                                Hionanthera                  Pemphis
Cuphea                               Koehneria                     Peplis
Decodon                             Lafoensia                     Physocalymma
Didiplis                              Lagerstroemia              Pleurophora
Diplusodon                        Lawsonia                      Punica
Galpinia                             Lourtella                       Rotala

## Uso e importância econômica
Devido às novas técnicas de horticultura, alguns gêneros são utilizados em variados estágios do desenvolvimento, possibilitando ser uma fonte de madeira, corantes naturais e medicamentos. Além disso, em consequência da beleza das flores, seu potencial ornamental e de paisagismo também ainda é muito explorado. Estudos mais recentes buscaram trazer o potencial medicinal e um possível uso para indústria dessas plantas, pois já eram antes conhecidas por sua beleza.   

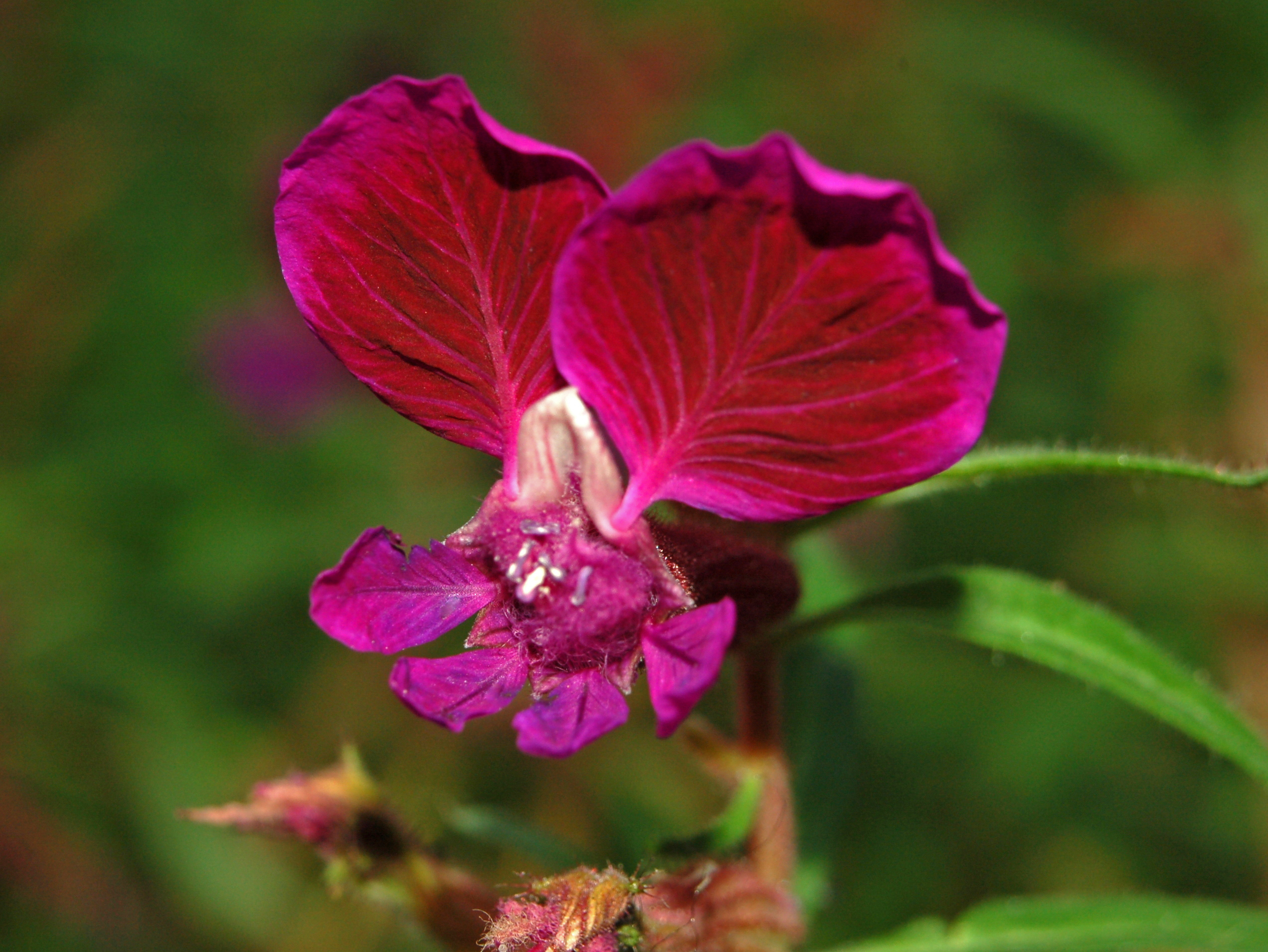
Cuphea lanceolata

Segundo conjunto de estudos disponíveis [3], segue tabela com potencial de uso de alguns indivíduos: 
| Lagerstroemia        | árvore popular de rua e paisagismo                                                                                      |
| Ellagitannins        | promissoras na redução dos níveis de açúcar no sangue em pessoas com diabetes tipo 2                                    |
| Lawsonia inermis     | fonte do henna corante cosmético e é cultivada também por suas flores perfumadas.                                       |
| Woodfordia fruticosa | são usados no tratamento de disenteria, lesões dérmicas, infertilidade, como afrodisíaco e como sedativo                |
| Heimia salicifolia   | ação sinérgica com efeitos alucinogénios auditivos e seus alcalóides têm propriedades anti-inflamatórias significativas |
| Cuphea               | Remédios populares americanos para sífilis, febres e como diuréticos ou laxantes                                        |
| Cuphiin              | mostra atividade antitumoral promissora, medicinal para outras atividades nas sementes e aplicação no paisagismo        |